# طایفه بازگیر
بازگیر نام یک طایفه در غرب ایران است که در استان‌های ایلام، لرستان و کرمانشاه پراکنده‌اند. طوایف بازگیر به سبب پراکندگی جغرافیایی شیوه‌های زیستی و فرهنگی متفاوتی دارند.
در استان لرستان طایفۀ بازگیر در محدودۀ بالاگریوه زندگی می‌کنند. بنابر برخی از روایت‌های محلی، خاستگاه بازگیرها مناطق غربی ایران، خصوصاً استان‌های ایلام، کردستان و کرمانشاه بوده‌است. برخی معتقدند که نیای ۳۰۰ ساله بازگیرها شخصی به نام خان‌احمد از لرهای ساکن در پشتکوه ایلام بوده که از منطقۀ سرآب بازان به همراه فرزندان، اقوام و خویشاوندان خود به دلیل اختلافاتی که با والی پشتکوه داشته‌اند به لرستان و کرمانشاه مهاجرت کرده‌اند.

## منشأ قومی
دربارهٔ منشأ بازگیرها چند نظر متفاوت وجود دارد. از جمله اینکه در حدود ۳۷۰ سال پیش شخصی به نام بازگیر در خرم‌آباد زندگی می‌کرده‌است و پسری به نام کربلایی قربانعلی داشته‌است. کربلایی قربانعلی به همراه شماری از فرزندان خود خرم‌آباد را ترک می‌کند و به تختان، محلی در آبدانان کنونی می‌رود و آنجا ساکن می‌شود. دیگر نظر آنکه این طایفه از میان ایل کلهر در کرمانشاه به لرستان آمده و در قلمرو جودکی‌ها و سپس در مجاورت دریکوندها ساکن شدند. ا

## محدوه جغرافیایی بازگیر
بازگیرها در استان‌های لرستان، کرمانشاه، ایلام، کردستان، سیستان و بلوجستان، مازندران، سلیمانیه، کرمان، خوزستان، و علاوه بر شهر خرم‌آباد در روستاهای چوبتراش، سهیلی، تلوری، دارائی، دیناروند، ده باقر، انگز، آبدانان، تنگ فنی، پیرجیدبازگیر، چنار بر آفتاب، معمولان، پلدختر، چم مهر، هلوش، ماژین، جلوگیر، ریمله، سرپل ذهاب، چغلوندی، پل هرو، دورود، بروجرد، شوش، اندیمشک، مینودشت و… زندگی می‌کنند.
شهر و بخش‌های خرم‌آباد، ویسیان، معمولان، ملاوی، چَغَلْوَندی، پلدختر، مرکزی، مینودشت، ایلام، آبدانان، کرمان، سیستان، سلیمانیه عراق و تعدادی در شهرستان بروجرد به حالت آبادی‌نشین به سر می‌برند. بازگیرها در لرستان حدود دو هزارخانوار برآورد می‌شوند (و مرکز تجمعشان دهستان کُرِگاه است). در مازندران در محلۀ بازگیرکلا در شهر بابل و در استان گلستان در روستای بازگیر منطقۀ مینودشت زندگی می‌کنند.

## منشأ نژادی طایفه بازگیر
از نظر بیشتر معمرین و سالخوردگان طایفه بازگیر بازگیرها از کردهای ساکن پشتکوه در ایلام هستند که درگذشته به دلیل اختلاف با والی پشتکوه همراه اقوام و بستگان خود به لرستان و دیگر مناطق ایران مهاجرت کرده‌اند و آقای می‌رانی بازگیرها را از نژاد لر می‌داند که در زمان پادشاهی فتحعلی شاه قاجار و در دوره حسن خان والی پشتکوه از لرستان به پشتکوه مهاجرت کرده‌اند و به نظر آقای برزویی بازگیرها از طوایف کردهای کلهر می‌باشند که از مناطق غربی کشور به لرستان مهاجرت کرده و در محدوده ایل جودکی اسکان می‌یابند و به نظر آقایان مراد حسین پاپی، رادفر مدرس، باستانشناس و محمدی صاحب کتاب تاریخ اجداد بازگیرها از نژاد لر می‌باشند و بازگیرهای سایر شهرهای ایران و کشور عراق از بازگیرهای لرستان جدا شده و به این مناطق رفته‌اند و به نظر آقای احمد معتمدی که تحقیقات زیادی در مورد طایفه بازگیر انجام داده و جمع‌آوری کرده بازگیرها از پدری به نام خان احمد از کردهای ساکن پشتکوه و مادری از طایفه بیرانوند به وجود آمده‌اند.

## منشأ طایفه بازگیر
بازگیر، نام چند طایفة کوچنده و ساکن غرب ایران عمدتاً در استان‌های لرستان، ایلام، کرمانشاه. کرمان، سیستان، مازندران بازگیرها در اینکه نام طایفه‌هاشان از شغل نیاکانشان گرفته شده اتفاق نظر دارند. وجود طوایف دیگری به نام‌های «بازیار» و «بازوند» یا «بازبند» در لرستان، و همچنین کاربرد «بازاشکار» (= شکارکردن) در مناطق غرب، به ویژه قلمرو این طوایف، می‌تواند تأییدی بر نظر آنان و عمومیت شکار با باز، درمقطعی از تاریخ این مناطق باشد. (نک. مکری ۲۵)

## خاستگاه قومی و نشان دودمانی دربارهٔ بازگیرها
دربارهٔ بازگیرها چندین نظر وجود دارد از جمله آنکه حدود ۳۰۰ سال پیش شخصی به نام بازگیر در خرم‌آباد می‌زیسته و پسری به نام خان‌احمد داشته‌است.
نظر دیگرآنکه بازگیرها به صورت جمعی از میان ایل کلهر کرمانشاه به لرستان آمده و در مجاورت دریکوندها سکنی گزیده‌اند (برزوی ۴۴۶).
بازگیرها همیشه به صورت طایفهٔ مستقل به‌شمار می‌آمده و در مراسم مختلف از رؤسای طایفه بازگیر مستقلاً دعوت می‌شده‌است.

## همراهی طایفه بازگیر با سایر طایفه‌های لرستان در زمان سالار الدوله
در زمان پادشاهی محمدعلی شاه قاجار، سالار الدوله برادرش به فکر گرفتن سلطنت می‌افتد و عشایر لرستان را برای فتح تهران بسیج می‌کند. در این زمان رئیس مهرعالی بازگیر با کمک و راهنمایی معین السلطنه حاکم لرستان، ۱۶۰ قبضه تفنگ از سالارالدوله می‌گیرد و بین تیره‌های طایفه بازگیر تقسیم می‌کند تا همراه با سایر طوایف لرستان، سالارالدوله را در فتح تهران همراهی کنند.

## اسکان اجباری بازگیرها در طاف لرستان
در دوره پهلوی اول و بعد از اسکان اجباری عشایر، طایفه بازگیر را ابتدا در منطقه طاف لرستان اسکان می‌دهند. طایفه بازگیر که در گذشته قسمتی از محدوده طاف را در اختیار داشتند، بعد از چند سال سکونت در منطقه طاف، به دلیل سرمای شدید و دیگر مشکلات، این منطقه را به حاج سید نبی موسوی و حاج خانجان رضایی ریس ایل پاپی می‌فروشند و در منطقه کرگاه، روستاهای محدوده ایل بیرانوند، خرم‌آباد، سیلاخور، اندیمشگ، شوش، بروجرد، پل هرو و دورود ساکن می‌شوند.

## بازگیرهای سفید و بازگیرهای سیاه
طایفه بازگیر لرستان به دو تیرة متمایز «بازگیرسفید» و «بازگیرسیاه» و تقسیم می‌شود. تیرة سفید خود را از تبار فردی به نام «بگ عالی» می‌دانند. بازگیرهای سفید پس از داراب فرزند بگ عالی به چهار تیرة «مووالی» (محمد ولی) و «نیرالی (نورعلی)» «یاری» «کلولی» و به زیر تیره‌های «بهادر» «علی» «ندر» «قمرالی» «صیفور» «قا سم» «نظربگ» «جوزعلی» «مراد خان» «شیرخان» «بیر خان» و «یاری» تقسیم می‌شوند. بازگیرهای سیاه تبار خود را فرزندان فردی به نام «دوشَم» (= دوشنبه) فرزند برخوردازمی دانند و به تیره‌های «سبزعلی» و «سبزوار» وزیر تیره‌های «کربلایی احمد خان» «کربلایی سهراب» «خان میرزا» «آغا لی» «محمد جافر» و «ولی» تقسیم می‌شوند. در مجموع، جمعیت تیرة سفید از تیرة سیاه بیشتر برآورد می‌شود.

## شناخت تیره‌های طایفه بازگیر
به‌طور کلی طایفه بازگیر بعد از خان احمد به پنج تیرهٔ بگ عالی، برخوردار، طاهر، ظاهر و چراغ خان تقسیم می‌شود. تیره‌های طاهر، ظاهر در ایلام، دره شهر، آبدانان، کرمانشاه وسرپل ذهاب سکونت دارند. در میان پسران خان احمد برخوردار و بگ عالی که به نواده‌های آن‌ها بازگیرهای سیاه و بازگیرهای سفید می‌گویند و همچنین فرزندان چراغ خان که به کرنوکر مشهورند در استان لرستان زندگی می‌کند.

## تیره‌ها و زیرتیره‌های طایفه بازگیر
بازگیرهای سیاه بعد از برخوردار و دوشنبه (دوشم) به تیره‌های سبزعلی و سبزوار و تیره‌های دیگری چون علی مراد (کربلایی احمد خان)، علی داد (کربلایی سهراب)، محمد میرزا، ولی، دوشنبه، شاه کرم، آغالی و محمد جافر تقسیم می‌شوند و در ماژین، سالی بزرگ، انگز، ده باقر، پل هرو، دورود، سیلاخور و تنگ فنی زندگی می‌کنند.
بازگیرهای سفید بعد ازبک عالی و داراب به چهار تیره کلولی، مووالی (معالی)، تیره نیرعالی و یاری تقسیم می‌شوند
تیره کلولی به دودمان‌های شیرخان و بیرخان تقسیم می‌شود و بیشتر در محدوده ایل بیرانوند زندگی می‌کنند و به نام‌های خانوادگی یاسمی فرد، مردانی، بازگیر و سپهوند مشهور هستند. تیره یاری به دودمان‌های فرضی و امیر تقسیم می‌شوند و در روستاهای شوراب، ده باقر و سهیلی ساکن هستند. تیره نیرعالی به تیره‌های جوزعلی و مرادخان تقسیم می‌شوند و بیشتر در روستاهای سهیلی و دیناروند ساکنند و تیره مووالی یا معالی شامل تیرهایی چون ندرخان (نادرخان)، علی، بهاره، صادق خان، قیصر (قمرالی)، صیفور، نظر بگ و قاسم می‌باشند که از پرجمعیت‌ترین تیره‌های طایفه بازگیر به‌شمار می‌آیند. علاوه بر شهر خرم‌آباد، در روستاهای چوبتراش، سالی کوچک، سالی بزرگ، ده محسن، ماسور، سرخده، دیناروند، سهیلی، چم مهر، ده باقر، دارایی، هلوش، اندیمشگ، تلوری، چناربرآفتاب، معمولان، پیرجید بازگیر، داربلوط، شوش و عده ای از آن‌ها به صورت کوچرو در میان طایفه دیرکوند زندگی می‌کنند و عده ای از آنان نیز در دیناروند سفلی سکنی دارند.

## کدخدایان و کلانتران تیره‌های طایفه بازگیر در سدهٔ اخیر
مهرعالی، جمعه، میرزا، عالی، حصربگ، حاجعلی ،شفتالی، محمد مراد، علی اکبر، حسن خان،

## زندگی یکجانشینی وآبادی نشینی طایفه بازگیر
بازگیرها پس از فروش منطقه طاف در منطقه کره گاه و بالاگریوه ساکن می‌شوند. تنها تیرهای شیرخان و بیرخان از بازگیرها سفید و تیره سبزعلی از بازگیر سیاه به دلیل خویشاوندی با بیرانوندها به میان ایل بیرانوند می‌روند و در محدوده ایل بیرانوند ساکن می‌شوند و بعد از آن بیشتر بازگیرها به زندگی شهرنشینی روی می‌آورند.

## بازگیرهای سفید و بازگیرهای سیاه در لرستان
طایفة بازگیر لرستان به دو تیرة متمایز «بازگیرسفید» و «بازگیرسیاه» و تقسیم می‌شود. تیرة سفید خود را از تبار فردی به نام «بگ عالی» می‌دانند. بازگیرهای سفید پس از داراب فرزند بگ عالی به چهار تیرة «مووالی» (محمد ولی) و «نیرالی (نورعلی)» «یاری» «کلولی» و به زیر تیره‌های «بهادر» «علی» «ندر» «قمرالی» «صیفور» «قا سم» «نظربگ» «جوزعلی» «مراد خان» «شیرخان» «بیر خان» و «یاری» تقسیم می‌شوند. بازگیرهای سیاه تبار خود را فرزندان فردی به نام «دوشَم» (= دوشنبه) فرزند برخوردازمی دانند و به تیرةهای «سبزعلی» و «سبزوار» وزیر تیره‌های «کربلایی احمد خان» «کربلایی سهراب» «خان میرزا» «آغا لی» «محمد جافر» و «ولی» تقسیم می‌شوند. در مجموع، جمعیت تیرة سفید از تیرة سیاه بیشتر برآورد می‌شود.

## کلانتران و کدخدایان طایفه بازگیر
ریس مهرعالی، ریس میرزا، ریس جمعه، عالی، شفتالی، حصربگ، فرزندان حصربگ علی اکبر کدخدای دولتی وجواد کدخدای محلی، حسن خان، محمد مراد، ولی خان ، کریم خان ، شاهمیرزا،جعفر خان

## زبان طایفه بازگیر
در استان لرستان بازگیرها به زبان لری صبحت می‌کنند و در استان‌های ایلام و کرمانشاه بازگیرها به زبان کردی صبحت می‌کنند.

## بازگیرهای ایلام
از طوایف وابسته به ایل کرد هستند. این طایفه، خود را از فرزندان دو برادر به نام‌های طاهر و ظاهر می‌دانند که حدود شش تا هفت نسل پیش، به علت اختلافات ملکی و دشواری معیشت، از منطقة طاف در شهرستان خرم‌آباد لرستان، از بازگیرهای لرستان جدا شده و به منطقة آبدانان ایلام کوچ کرده‌اند. جمعیت کلّ این طایفه حدود هزار خانوار تخمین زده می‌شود که حدود ۱۰۰ خانوار از آنان به صورت دامدار کوچنده زندگی می‌کنند. ییلاق آنان در منطقة «کَوَر» (کبیرکوه) و قشلاق آنان در منطقة دهلران است. این طایفه دارای هفت تیرة اصلی و یک تیرة وابسته است. تیره‌های اصلی عبارت اند از: صی مَمَه (صیدمحمد)، موسی، خَرْبُوزانی، جَوّار (جبّار)، شَپَکه، کَلَه شیر، داس مَکَش و تیرة وابسته به آنان دشتی است که به گفتة مطلعین محلی، از بستگان رئیس علی دلواری هستند که پس از نبرد با انگلیسی‌ها، در زمان جنگ جهانی اول، از راه خوزستان، به این منطقه مهاجرت کرده‌اند.

## بازگیرهای کرمانشاه
از طوایف وابسته به ایل کرد گوران (عمدتاً شامل طایفه‌های بهرامی و حیدری) هستند. در گذشته جزو قلخانی‌ها محسوب شده‌اند (مکری، ص ۲۵). این طایفه زادگاه اصلی خود را منطقه‌ای به نام «سراب بازان»، که جزو ناحیة ایلام بوده‌است، معرفی می‌کنند؛ و آن‌ها ازتیره‌های طاهر و ظاهر در استان ایلام بوده‌اند و تاریخ مهاجرت خود را از ایلام به منطقة گوران را در زمان نادرشاه و علت آن را ظلم والی آن منطقه به سبب اخذ مالیات می‌دانند. جمعیت این طایفه را در حدود هشتصد ششصد خانوار تخمین زده‌اند که در «بانیاران» سرپل ذهاب و اطراف آن به سر می‌برند. حدود چهل خانوار از آنان هنوز کوچنده هستند که ییلاقشان چَرمان و آفتابی بَرْز است. طایفة آن‌ها از سه تیرة حق مراد، یارمراد معروف به یارگَه و حسن بازگیر تشکیل می‌شود.

## بازگیرهای لرستان
این طایفه منشأ خود را به ایل کلهر کرمانشاه می‌رسانند؛ هر چند که این ایل، در حال حاضر، تیره یا طایفه‌ای به نام بازگیر ندارد. دلیل بازگیرهای لرستان این است که نسل‌های گذشته و برخی از سالمندانشان، تا چند سال پیش، به کردی کرمانشاهی و با گویشی مشابه لهجة آن ایل گفتگو می‌کرده‌اند. طایفة بازگیر که پس از ورود به لرستان، به یکی از ایلات بالاگریوه (جودکی) پیوسته بوده، به علت ازدیاد نفوس، درگیری‌های محلی و نداشتن حق مالکیت، در سطح لرستان پراکنده و به ایلات و طوایف دیگر ملحق شده‌است. بازگیرها در لرستان، عموماً به صورت دامداران کوچنده و تا حدی زراعت پیشه، شروع به زندگی کرده‌اند. در اواخر دورة قاجاریه (زمان سالارالدوله)، گروهی از این طایفه با خرید محلی در لرستان به نام «طاف» کوچروی را ترک می‌گویند و به زراعت می‌پردازند؛ ولی به سبب ناامنی منطقه‌ای و همچنین اختلافات طایفه‌ای که تا قدرت یافتن رضاخان ادامه داشته، با دشواریهای اجتماعی مواجه می‌شوند، و زندگی چادرنشینی پیش می‌گیرند. پس از سرکوبی خوانین (بویژه بیرانوندها) در دورة رضاشاه، و حضور مأموران دولتی در لرستان، بازگیرها به‌تدریج آبادی‌نشین می‌شوند و اغلب، قوای دولتی را در شکست دادن بیرانوندها یاری می‌کنند؛ و به همین علت، بعدها، بیرانوندها از آن‌ها ادعای خونخواهی داشته‌اند که سرانجام، با ازدواج و دادن حداقل دو دختر به عنوان خونبها، خویشاوندی و صلح بین آن‌ها برقرار می‌شود.

## بازگیرهای استان کرمانشاه و لرستان
طایفه بازگیر در لرستان، به یکی از ایلات بالاگریوه (جودکی) پیوسته بوده، به علت ازدیاد نفوس، درگیری‌های محلی و نداشتن حق مالکیت، در سطح لرستان پراکنده و به ایلات و طوایف دیگر ملحق شده‌است. بازگیرها در لرستان، عموماً به صورت دامداران کوچنده و تا حدی زراعت پیشه، شروع به زندگی کرده‌اند. در اواخر دورة قاجاریه (زمان سالارالدوله)، گروهی از این طایفه با خرید محلی در لرستان به نام «طاف» کوچروی را ترک می‌گویند و به زراعت می‌پردازند؛ ولی به سبب ناامنی منطقه‌ای و همچنین اختلافات طایفه‌ای که تا قدرت یافتن رضاخان ادامه داشته، با دشواریهای اجتماعی مواجه می‌شوند، و زندگی چادرنشینی پیش می‌گیرند. پس از سرکوبی خوانین (بویژه پاپی هاوبیرانوندها) در دورة رضاشاه، و حضور مأموران دولتی در لرستان، بازگیرها بتدریج آبادی‌نشین می‌شوند و اغلب، قوای دولتی را در شکست دادن پاپی هاو بیرانوندها یاری می‌کنند؛ و به همین علت، بعدها، بیرانوندها از آن‌ها ادعای خونخواهی داشته‌اند که سرانجام، با ازدواج و دادن حداقل دو دختر به عنوان خونبها، خویشاوندی و صلح بین آن‌ها برقرار می‌شود.